# Donje Sinkovce
Donje Sinkovce (em cirílico: Доње Синковце) é uma vila da Sérvia localizada no município de Leskovac, pertencente ao distrito de Jablanica, na região de Jablanica. A sua população era de 1551 habitantes segundo o censo de 2002.

## Demografia
| 1948 | 1953 | 1961 | 1971 | 1981  | 1991  | 2002  | 2011  |
| ---- | ---- | ---- | ---- | ----- | ----- | ----- | ----- |
| 377  | 388  | 574  | 920  | 1 306 | 1 502 | 1 661 | 1 551 |